# Enjokōsai
Enjokōsai (jap. 援助交際 enjo kōsai, „Aushilfsbegleitung“, auch Enjo kōsai geschrieben), kurz Enkō (援交), ist ein Phänomen in Japan, bei dem sich (oft minderjährige) Oberschülerinnen von wohlhabenden, oft weit älteren Männern aushalten lassen. Der Übergang zur Prostitution ist fließend.

## Abgrenzung
Im Unterschied zur „klassischen“ Prostitution betreiben die weitaus meisten Mädchen Enjokōsai nur gelegentlich als Hobby oder nur dann, wenn sie Geld brauchen; teilweise wäre es treffender zu sagen, dass sie einen Partner für eine lockere Beziehung suchen, mit Hauptaugenmerk auf dessen Bereitschaft zu teuren Geschenken. 
Außerdem beinhaltet Enjokōsai nicht unbedingt Sex: Manchmal kommt es dem „Freier“ nur darauf an, ein paar Stunden lang mit einem jungen Mädchen sprechen zu können, um sich „wieder jung zu fühlen“ oder gesehen zu werden (junge Frauen als Statussymbol).

Teilweise bleibt es bei voyeuristischer Befriedigung oder Berührungen durch die Kleidung.

## Entwicklung
Das Auftreten von Enjokōsai als Massenphänomen begann Anfang der 1990er-Jahre und wird oft als Folge des Zusammenbruchs der sogenannten „Bubble Economy“ gesehen, während der in Japan eine besonders exzessive Konsumkultur entstand. Die Jugendlichen, die damit aufgewachsen waren, verinnerlichten diese, und als mit dem wirtschaftlichen Niedergang das Taschengeld knapper wurde, wuchs die Attraktivität von Enjokōsai als Möglichkeit, schnell an viel Geld zu kommen, zumal alle japanischen Mittelschulen und auch viele Oberschulen es den Schülern verbieten, durch reguläre Arbeit etwas hinzuzuverdienen. Der Lohn wird statt in Geld oft in Form von „Geschenken“ bezahlt, z. B. als Designerhandtasche oder Kleidungsstück einer begehrten Marke, die gemeinsam gekauft werden.
Enjokōsai ist in Japan relativ häufig: Je nach Umfrage haben 4 bis 25 % aller Mädchen zumindest einmal Enjokōsai gemacht, häufig aber nur als einmaliges Experiment. 
Der Kontakt wird entweder durch Ansprechen auf der Straße (Nampa) an dafür bekannten Plätzen wie z. B. im Tokioter Stadtteil Ikebukuro hergestellt, oder durch Terekura (Telefon-Partnervermittlungsdienste) bzw. heutzutage zunehmend über Internetseiten. Sollte es zum Sex kommen, findet dieser zweckmäßigerweise in Love Hotels statt. Zur Bekämpfung von Enjokōsai gibt es inzwischen gesetzliche Regelungen, die die Benutzung solcher Dienste durch Minderjährige unterbinden sollen.